# Amiculus major
Amiculus major är en skalbaggsart som först beskrevs av Dégallier 1994.  Amiculus major ingår i släktet Amiculus och familjen stumpbaggar. Inga underarter finns listade i Catalogue of Life.